# The Killer in My Backyard
Pour plus de détails, voir Fiche technique et Distribution.
The Killer in My Backyard est un téléfilm américain réalisé et co-écrit par Fred Olen Ray, avec Brittany Underwood, Jacob Taylor et Kristos Andrews dans les rôles principaux, diffusé en 2021. Le téléfilm est produit par Lifetime.

## Synopsis
Eric et Allyson, un couple heureux et fiancé, achète une maison avec le rêve d’un avenir meilleur. Ils décident de mettre en location leur maison d'hôtes, dans l’espoir que cela les aidera à gérer leurs dépenses, mais ils ne savent pas que cela se révélera être la pire erreur de leur vie. Un jeune homme nommé Joshua propose non seulement de payer le loyer élevé, mais il semble être le locataire idéal. Cependant, tout cela change en quelques semaines alors que son action et son comportement suspects commencent à rendre Eric et Allyson un peu mal à l’aise. Au fur et à mesure que l’histoire se déroule, les plans diaboliques de Joshua sont mis à exécution et la vie du couple est bouleversée.

## Distribution
- Brittany Underwood : Allyson
- Jacob Taylor : Eric
- Kristos Andrews : Joshua
- Hayden Tweedie : Tara
- Cailey Quinlan : Jamie
- Madeleine Falk : Shelly
- D.C. Douglas : Ron
- Jacquelin Arroyo : officier de police Sandra
- Claude Duhamel : Tommy
- Jon Briddell : Craig
- Alexa Marie Anderson : Anya
- Orion McCabe : officier de police Frank[3]

## Production
Le film a été entièrement tourné en Californie. Le tournage principal a eu lieu dans la vallée de Simi. Située à seulement une heure de route du centre-ville de Los Angeles, la ville a accueilli la production de nombreuses émissions de télévision depuis les années 1950 et même des films populaires, comme La Petite Maison dans la prairie, Poltergeist et Welcome Danger. La production a commencé en janvier 2021, les acteurs et l’équipe suivant toutes les normes de sécurité Covid-19, telles que le port de masques ou écrans faciaux et le maintien de la distanciation sociale.
Le film est sorti le 17 juin 2021 aux États-Unis, son pays d’origine.